# Bednja
Bednja je naselje i općina u Hrvatskoj na rijeci Bednji.

## Zemljopis
Bednja se nalazi u Hrvatskom zagorju. U meteorološkim krugovima, bednjanski je kraj poznat kao kraj koji čak i zimi bilježi niže temperature od gorskih krajeva Republike Hrvatske kao što su Lika i Gorski kotar.

## Stanovništvo
Po popisu stanovništva iz 2001. godine, općina Bednja imala je 4765 stanovnika, raspoređenih u 25 naselja:
- Bednja – 772
- Benkovec – 303
- Brezova Gora – 91
- Cvetlin – 348
- Jamno – 128
- Jazbina Cvetlinska – 374
- Ježovec – 341
- Mali Gorenec – 150
- Meljan – 208
- Osonjak – 60
- Pašnik – 95
- Pleš – 301
- Podgorje Bednjansko – 27
- Prebukovje – 160
- Purga Bednjanska – 108
- Rinkovec – 318
- Sveti Josip – 5
- Šaša – 140
- Šinkovica Bednjanska – 129
- Šinkovica Šaška – 145
- Trakošćan – 21
- Veliki Gorenec – 51
- Vranojelje – 156
- Vrbno – 301
- Vrhovec Bednjanski – 33

Izvorno narječje hrvatskog jezika kojim se govori u bednjanskom kraju je osebujno podnarječje kajkavskog narječja, bednjansko-zagorsko.

### Nacionalni sastav, 2001.
- Hrvati – 4736 (99,39 %)
- Slovenci – 12 (0,25 %)
- Srbi – 6 (0,13 %)
- Ukrajinci – 2
- Nijemci – 1
- neopredijeljeni – 7 (0,15 %)
- nepoznato – 1

| broj stanovnika | 6180  | 6707  | 7379  | 8205  | 9030  | 10323 | 10075 | 10481 | 10887 | 10688 | 9291  | 8261  | 6586  | 5448  | 4765  | 3992  | 3389  |
|                 | 1857. | 1869. | 1880. | 1890. | 1900. | 1910. | 1921. | 1931. | 1948. | 1953. | 1961. | 1971. | 1981. | 1991. | 2001. | 2011. | 2021. |

| broj stanovnika | 443   | 504   | 523   | 584   | 640   | 710   | 622   | 709   | 809   | 832   | 755   | 778   | 773   | 783   | 772   | 677   | 596   |
|                 | 1857. | 1869. | 1880. | 1890. | 1900. | 1910. | 1921. | 1931. | 1948. | 1953. | 1961. | 1971. | 1981. | 1991. | 2001. | 2011. | 2021. |

## Gospodarstvo
pretežno poljoprivreda,stočarstvo,peradarstvo, vinogradarstvo

## Poznate osobe
- Franjo Sert – (8. kolovoza 1863. – 14. prosinca 1936.). učitelj, metodičar, suradnik s pedagoškim časopisima, učitelj naroda.
- Izidor Poljak – (7. svibnja 1883. – 21. kolovoza 1924.). pjesnik
- Josip Jedvaj – jezikoslovac, član središnjeg uredništva u JAZU, dobio Republičku nagradu "Božidar Adžija" za životno djelo.
- Ladislav Žimbrek – (21. siječnja 1901. – 9. travnja 1972.).  Pjesnik, esejist, književnik, kazališni kritičar, prevodioc
- Slavko Šprem – (1937. – 1991.) pjesnik
- Ivan Jarnjak – (1941. – ) političar

## Spomenici i znamenitosti
Najpoznatija znamenitost ovoga kraja je dvorac Trakošćan.

## Obrazovanje
- OŠ Franje Serta

## Šport
- NK Trakošćan Bednja

## Vanjske poveznice
- Službene stranice Općine Bednja
- Osnovna škola Franje Serta  Arhivirana inačica izvorne stranice od 8. studenoga 2021. (Wayback Machine)